# Jules et Bertrand
Jules et Bertrand (Frank et Gordon pour le marché anglophone) sont des castors fictifs créés par images de synthèse et servant à promouvoir les produits et services de Bell Canada depuis 2005 jusqu'en 2008. 
Les deux castors ont commencé leur carrière à la fin de 2005 au Québec, et en février 2006 dans les autres provinces (aux Jeux olympiques d'hiver de 2006), dans le but de promouvoir la participation de Bell comme sponsor pour les Jeux olympiques d'hiver de 2010. Les castors sont doublés en canadien anglais par Norm Macdonald (Frank / Jules) et Ken Hudson Campbell (Gordon / Bertrand). Au Québec, le doublage est fait par Laurent Paquin (Bertrand) et Patrice Robitaille (Jules). Leurs mésaventures, avec Jules s'énervant contre un Bertrand benêt, ont fait d'eux les mascottes de marque d'entreprise les plus reconnues au Canada.
Le groupe Buzz Image à Montréal a créé les castors rendus en 3D, tandis que Cossette  de la ville du Québec s'est occupé de créer les messages publicitaires.

## Historique

### Début au Québec
Les premières publicités télévisées, parues uniquement au Québec, montrèrent Jules et Bertrand qui désiraient devenir les mascottes de Bell Canada. Le tout premier épisode mettait en scène les deux castors patientant à l'extérieur de la salle d'attente parmi d'autres animaux et des êtres humains eux aussi intéressés. Dans une autre annonce, les castors participaient à l'audition.

### Torino 2006
Pendant la saison des Jeux olympiques d'hiver de 2006, une publicité télévisée à travers le Canada montrait une rencontre entre Jules, Bertrand et l'équipe administrative de Bell. Deux versions furent créées : une pour le marché francophone au Québec, et l'autre pour le reste du Canada. La version anglophone présentait les castors visitant un bureau malpropre, avec un patron non visible qui offrait une tuque à chaque castor. La version francophone, quant à elle, avait lieu dans un bureau propre et de qualité, avec une patronne, encore non visible, qui n'offrait pas de tuques aux castors.
Ce style d'annonce fut gardé lors de Torino 2006. Jules et Bertrand avaient gagné une maison remplie de produits à utiliser avec les services Bell Internet, Bell Mobilité et Bell Télé. Le service de télévision fut nommé « Bell Sympatico » à l'époque. L'équipement était fourni afin de permettre aux castors de visionner les Jeux olympiques. Dans les publicités anglophones, la maison était malpropre, et montrait des anciens meubles entourés de cannettes de bière vides par terre, mais les castors portaient fièrement leurs tuques. Les annonces francophones, quant à elles, montrait un lieu propre et riche au lieu, mais les castors ne portèrent jamais de tuque.

### Après Torino 2006
Après les Jeux olympiques d'hiver de 2006, les publicités anglophones et francophones semblent s'arrêter. Des publicités furent créées pour promouvoir le début de la saison 2006 de la LNH, dans lesquelles les deux castors avaient de longues barbes et l'un d'eux regardait une partie de hockey sur la version mobile de Bell Télé. Pour Noël, ils avaient acheté tellement de téléphones Bell Mobilité au centre d'achats qu'ils ne parvenaient pas à sortir de la porte tambour. D'autres publicités imitèrent le Late Show with David Letterman tout en promouvant l'habileté de regarder des longs métrages tel que Spider-Man. Même si les publicités demeuraient humoristiques, elles avaient mis de côté l'histoire et l'amitié entre les deux castors. Les castors n'avaient alors qu'un seul but : promouvoir les produits et services de Bell Canada.

### Fin de la campagne
Les castors ont apparu dans leur dernière publicité pour Bell le 1er août 2008, une semaine avant le début des Jeux olympiques d'été de 2008 et plus d'un an et demi avant les Jeux olympiques d'hiver de 2010.

## Parodies

### Rock et Belles Oreilles
Deux parodies de Jules et Bertrand furent créées pour le Bye Bye 2006 de l'émission francophone Rock et Belles Oreilles. Cette émission était diffusée sur la Télévision de Radio-Canada. Deux rats, nommés Jim et Bertrand, travaillaient pour la compagnie fictive Bill Canada.
Lors d'une parodie, Bertrand avait perdu son emploi à Bill Canada, car les centres d'appels avaient déménagé en Inde.  Il désire laver les windshields (pare-brises) des véhicules dans la rue afin de se faire de l'argent, mais malheureusement, il se fait écraser par une auto.  La parodie termine avec le message : « écrasez les syndicats avec Bill Canada ».  Cette histoire fictive est basée sur deux scandales réels : la grève de Bell en 2005, ainsi que le déménagement réel de plusieurs centres d'appel de Bell Canada vers les pays outre-mers tel que l'Inde.
Quant à l'autre parodie, elle ressemble beaucoup à la publicité télévisée de Bell qui souligne l'utilisation du mégaphone par l'un des castors. Elle traite de piratage.
Un duo de folk québécois des années 1970 s'appelait Jim et Bertrand.

### Vidéotron
Afin de promouvoir ses services Internet, la compagnie Vidéotron a créé une parodie de la campagne de Jules et Bertrand. Il s'agit d'une annonce télévisée avec un castor, représentant presque certainement Bell Canada, qui participe un jour à une compétition de bûcherons contre un homme muni d'un casque de Vidéotron. Le castor n'avait que ses dents pour couper son morceau de bois, tandis que l'homme de Vidéotron pouvait utiliser une variété d'équipements de construction.  Cela a permis à l'homme de couper cinq morceaux à partir de son bois, quatre d'entre eux représentant quatre différentes vitesses d'Internet offertes par Vidéotron. À la fin de la publicité, en pleine la nuit, le castor coupait encore son bois sans parvenir à en sortir un morceau.

## Sources
1. ↑  http://blogs.voices.com/voxdaily/2006/02/frank_and_gordon.html source
2. ↑  http://www.cbc.ca/technology/story/2008/08/01/tech-bell.html
3. ↑  Bye Bye 2006